# Pośrednia Mnichowa Baba

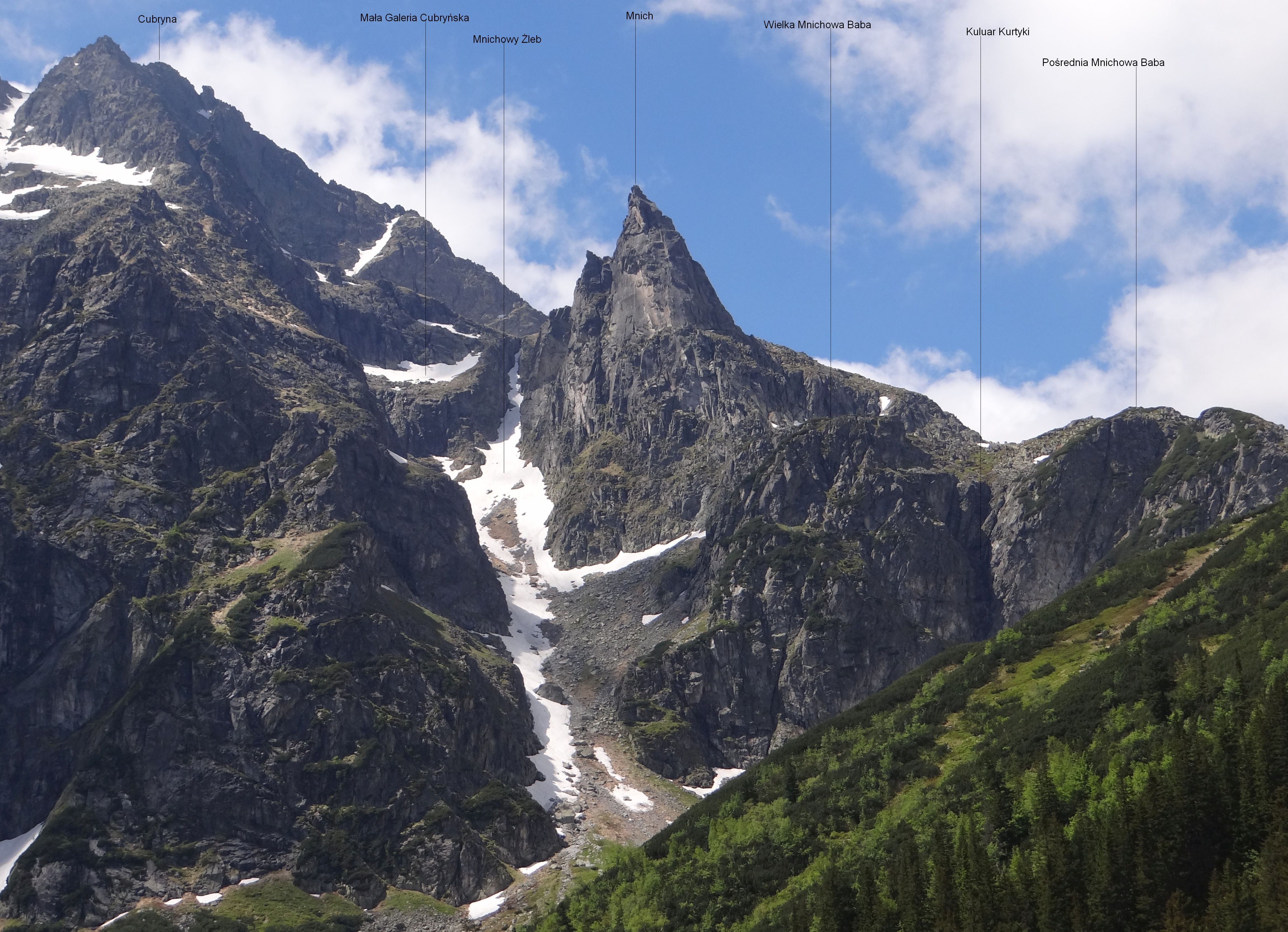

Pośrednia Mnichowa Baba – ściana opadająca z Mnichowego Tarasu do Nadspadów w Dolinie za Mnichem w polskich Tatrach Wysokich. Jest środkową z trzech Mnichowych Bab. Od Małej Mnichowej Baby (po zachodniej stronie) oddziela ją Żleb Szecówki, od Wielkiej Mnichowej Baby (po wschodniej stronie) Kuluar Kurtyki.
Nazwy Mnichowych Bab wprowadził Władysław Cywiński w 8 tomie przewodnika Tatry. Przez długi czas taternicy omijali ich ściany, ostatnio jednak stały się one bardzo popularnym obiektem wspinaczki, głównie zimą. Znajdują się blisko Schroniska PTTK nad Morskim Okiem, mają krótkie i na ogół bezpieczne dojścia i zejścia. Można się tutaj wspinać nawet przy bardzo złej pogodzie, nawet przy dużym zagrożeniu lawinowym. Zagrożony lawinami jest tylko odcinek o długości około 100 m między podstawą ścian a dnem Nadspadów.
Wschodnia ściana Pośredniej Mnichowej Baby opada do Kuluaru Kurtyki. Ma około 140 m wysokości, jej górna prawa część jest prawie pionowa. Od piargów Nadspadów aż po skraj Mnichowego Tarasu przecina ja równoległa do Żlebu Szecówki rysa zwana Skośną Rysą. Po jej lewej (patrząc od dołu) stronie ciągną się lite płyty, miejscami tylko z niewielkimi trawnikami. Obszar ten nosi ślady po niedawnym obrywie – skały są jasne z czerwonymi zaciekami. 

## Drogi wspinaczkowe
Mnichowe Baby znajdują się w rejonie udostępnionym do wspinaczki dla taterników. Drogi wspinaczkowe na Pośredniej Mnichowej Babie:
- Haberloki (Skośną Rysą); I w skali tatrzańskiej, A2, 7 godz.,
- Droga ascety (lewą częścią wschodniej ściany Pośredniej Mnichowej Baby); IV lub V, 4 godz. (czas pierwszego przejścia)[1].